# My Best Girl
My Best Girl is een Amerikaanse stomme film uit 1927 onder regie van Sam Taylor. Dit is de laatste stomme film waarin Mary Pickford te zien is.

## Verhaal
Joe Merrill, zoon van de eigenaar van een schatrijke winkelketen, doet zich voor als Joe Grant om in de magazijnen van zijn vader te werken. Hiermee probeert hij te bewijzen dat hij ook zonder zijn vader goed af is. Hij wordt verliefd op Maggie Johnson. Echter, hun relatie zou worden afgekeurd vanwege haar klasse.

## Rolverdeling
| Acteur                 | Personage               |
| ---------------------- | ----------------------- |
| Mary Pickford          | Maggie Johnson          |
| Charles 'Buddy' Rogers | Joe Merrill / Joe Grant |
| Sunshine Hart          | Ma Johnson              |
| Lucien Littlefield     | Pa Johnson              |
| Hobart Bosworth        | Robert E. Merrill       |
| Mack Swain             | De Rechter              |
| Carole Lombard         | Verkoopster             |
| Matthew 'Stymie' Beard | Kind                    |
| Sidney Bracey          | Butler                  |